# Isabel Kreitz
 (juin 2010).
Si vous disposez d'ouvrages ou d'articles de référence ou si vous connaissez des sites web de qualité traitant du thème abordé ici, merci de compléter l'article en donnant les références utiles à sa vérifiabilité et en les liant à la section « Notes et références ».
Isabel Kreitz est une scénariste et dessinatrice allemande de bande dessinée née en 1967 à Hambourg.

## Biographie
Isabel Kreitz a étudié à l'École Supérieure d'Arts Graphiques de Hambourg (Hamburger Fachhochschule für Gestaltung). Elle effectue un semestre d'échange dans l'école de design new-yorkaise Parsons The New School for Design, où elle découvre le mode de production en studio des comics. De retour à Hambourg, elle est engagée comme dessinatrice du comic strip des Ottifanten, des personnages d'éléphants célèbres en Allemagne.
Elle commence ensuite à réaliser ses propres bandes dessinées. En 1994, elle démarre la série Ralf avec Schlechte Laune! (« mauvaise humeur »), qui raconte l'histoire d'un jeune marginal qui essaie d'oublier son mal-être en « surfant » sur les trains en s'accrochant aux rames. Trois autres tomes suivent ce premier album entre 1997 et 2003. Au cours de sa carrière, elle réalise souvent des adaptations de romans en bande dessinée : La Découverte de la saucisse au curry d'Uwe Timm (1997), ainsi que plusieurs romans d'Erich Kästner : Le 35 mai (2006), Petit Point et ses amis (Pünktchen und Anton, 2009), Émile et les Détectives (Emil und die Detektive, 2012). En 2008, avec Die Sache mit Sorge, elle retrace l'histoire de Richard Sorge, qui espionnait l'ambassade d'Allemagne à Moscou pour le compte de l'URSS avant et pendant la Seconde Guerre mondiale. Cet ouvrage remarqué est le premier d'Isabel Kreitz à être traduit en français (sous le titre L'Espion de Staline en 2010). Son roman graphique suivant, Haarmann, est consacré à la vie du meurtrier en série Fritz Haarmann. Il est également traduit en langue française en 2011 (Haarmann le boucher de Hanovre).
Isabel Kreitz a reçu le prix Max et Moritz du meilleur auteur de bande dessinée germanophone en 2012 et en 1997 le Deutscher Comic-Preis du festival international de bande dessinée de Hambourg,.

## Thèmes abordés
Les bandes dessinées d'Isabel Kreitz abordent des thèmes liés à la culture de la jeunesse et aux événements marquants de l'histoire politique allemande récente. Elles se déroulent souvent dans un cadre proche de sa ville d'origine, Hambourg.

## Œuvres publiées

### Publications en français
- L'Espion de Staline, éditions Casterman, coll. « Écritures », 2010  (ISBN 978-2-203-02963-7)
- Haarmann, le Boucher de Hanovre, dessin, avec Peer Meter (scénario), éditions Casterman, coll. « Écritures », 2011  (ISBN 978-2-203-03882-0)

### Publications en allemand (sélection)
- Série Ralf :
  - Schlechte Laune!, Zwerchfell Verlag, 1994  (ISBN 3-928387294)
  - Ralf lebt!, Zwerchfell Verlag, 1995  (ISBN 3-928387081)
  - Totenstill, Zwerchfell Verlag, 1997  (ISBN 3-928387138)
  - Gier, Zwerchfell Verlag, 2003  (ISBN 3-928387626)
- Ohne Peilung, Carlsen, 1995  (ISBN 3-551-01304-7)
- Die Entdeckung der Currywurst, adapté du roman d'Uwe Timm, Carlsen, 1997  (ISBN 3-551-01731-X)
- Série Mabuse :
  - 6 numéros, scénario d'Isabel Kreitz et Eckart Breitschuh, dessin d'Isabel Kreitz et Stefan Dinter, d'après l'œuvre de Norbert Jacques, Carlsen, 200-2002
- Der 35. Mai als Comic, adapté du roman d'Erich Kästner, Cecilie Dressler Verlag, juillet 2006  (ISBN 3-791511610). Prix Max et Moritz 2008 de la meilleure publication de bande dessinée pour enfants et adolescents.
- Die Sache mit Sorge – Stalins Spion in Tokio, Carlsen, 2008  (ISBN 978-3-551-78743-9)
- Pünktchen und Anton, adapté du roman d'Erich Kästner, Cecilie Dressler Verlag, 2009  (ISBN 3-791511602)
- Haarmann, dessin, avec Peer Meter (scénario), 2010  (ISBN 978-3-551-79107-8). Prix Peng ! de la meilleure bande dessinée allemande.
- Deutschland. Ein Bilderbuch, DuMont Buchverlag, 2011  (ISBN 978-3-8321-9621-9)
- Emil und die Detektive, adapté du roman d'Erich Kästner, Cecilie Dressler Verlag, 2012  (ISBN 3-791511688)